# Protanilla xui
Protanilla xui (лат.) — вид муравьёв рода Protanilla из подсемейства Leptanillinae (Formicidae). Эндемик Китая. Мелкие красновато-коричневое муравьи длиной около 3 мм.

## Этимология
Назван в честь китайского мирмеколога Чжэнхуэй Сю (Dr. Zhenghui Xu; Southwest Forestry University, Китай) за его крупный вклад в изучение фауны муравьёв в Китае.

## Описание
Мелкие муравьи длиной 2,81—3,11 мм. Отличается одноцветной окраской, все тело красновато-коричневое и формой груди и стебелька. Дорсальная часть проподеума прямая, постеродорсальный угол около 120°. При взгляде сбоку постпетиолярный узел наклонён вперёд, дорсальный край сильно выпуклый и скошенный назад, передний край выпуклый, постеродорсальный угол широко закруглён. Голова трапециевидная, длиннее своей ширины, сужена кпереди, с почти прямым задним краем и закруглёнными заднебоковыми углами. Переднемедиальная часть наличника почти прямая. Мандибулы длинные, треугольные и изогнутые вентрально на вершине, латеродорсальная поверхность без продольной бороздки, жевательный край с примерно 14 попеременно расположенными длинными и короткими колышкообразными зубами. Мандибулы гладкие, с рядом точек вдоль жевательного края. Тело гладкое и блестящее. Дорзум тела с редкими приподнятыми волосками и обильным прилежащим опушением, опушение на голове и брюшке густое. Скапусы и голени с редкими приподнятыми волосками и густым прилежащим опушением. Тело коричнево-жёлтое. Мандибулы, усики и ноги светло-желтовато-коричневые. Усики 12-члениковые, усиковые валики отсутствуют, место прикрепления антенн открытое.

## Систематика
Protanilla xui наиболее похож на Protanilla lini Terayama, 2009 (Тайвань), но может быть различен по следующим признакам: у P. lini постпетиолярный узел прямой в боковой проекции, дозум слабо выпуклый и плавно нисходящий кзади, передневерхний угол широко закруглён, задневерхний угол узко закруглён. У P. xui постпетиолярный узел наклонён кпереди, дорзум сильно выпуклый и круто нисходящий кзади, передневерхний угол узко закруглён, задневерхний угол широко закруглен. В ревизии 2024 года сходный с ним вид Protanilla lini вместе с P. wallacei, P. flamma и P. beijingensis был включён в видовой комплекс Protanilla lini из видовой группы Protanilla rafflesi.

## Распространение и экология
Китай: провинция Сычуань, Jiangyan City, Shiqiao Town, Majiagou. Найден в почве первичных широколиственных лесов.